# Northern Thunderbird Air

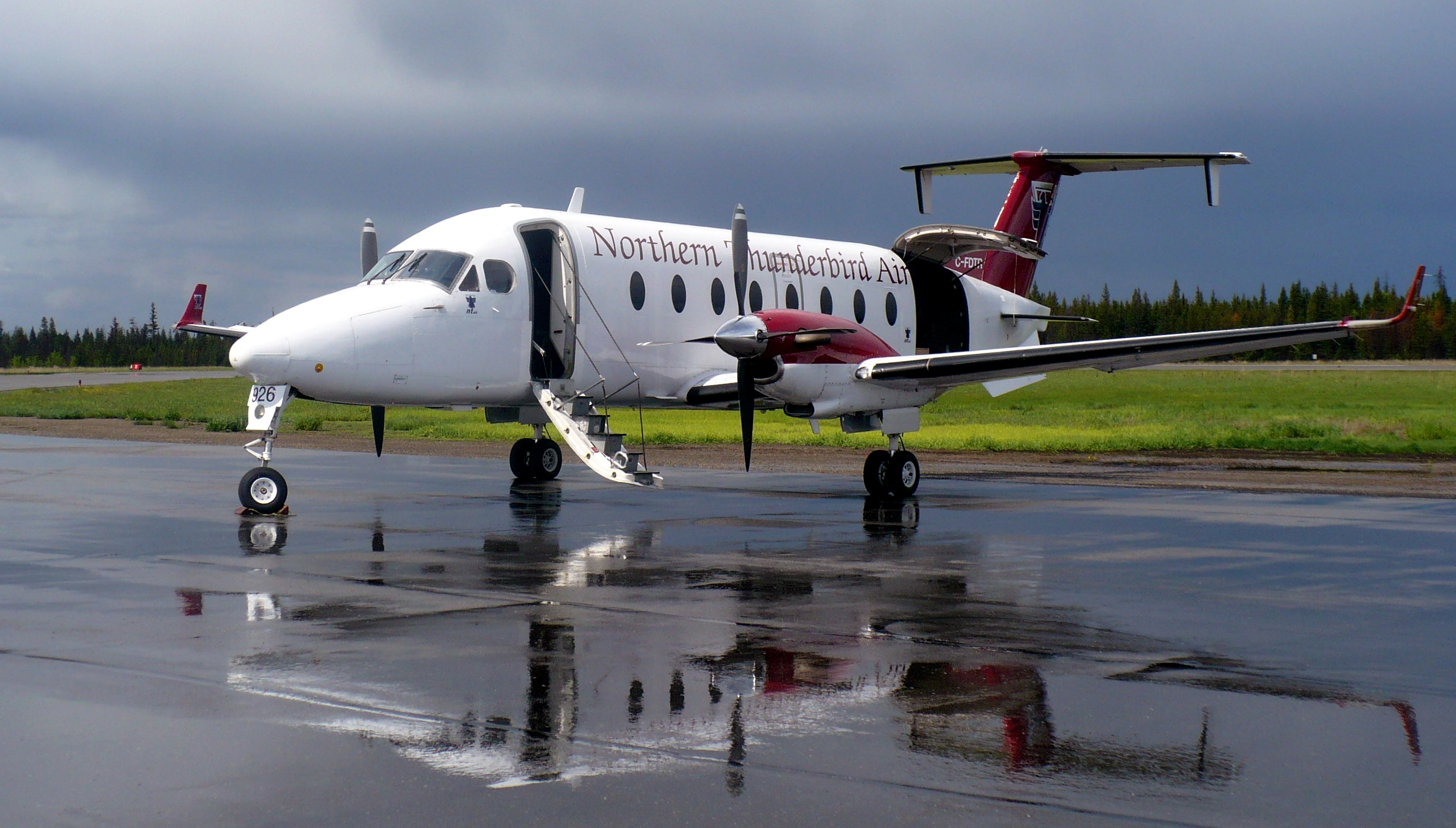
Beechcraft 1900D авиакомпании Northern Thunderbird Air

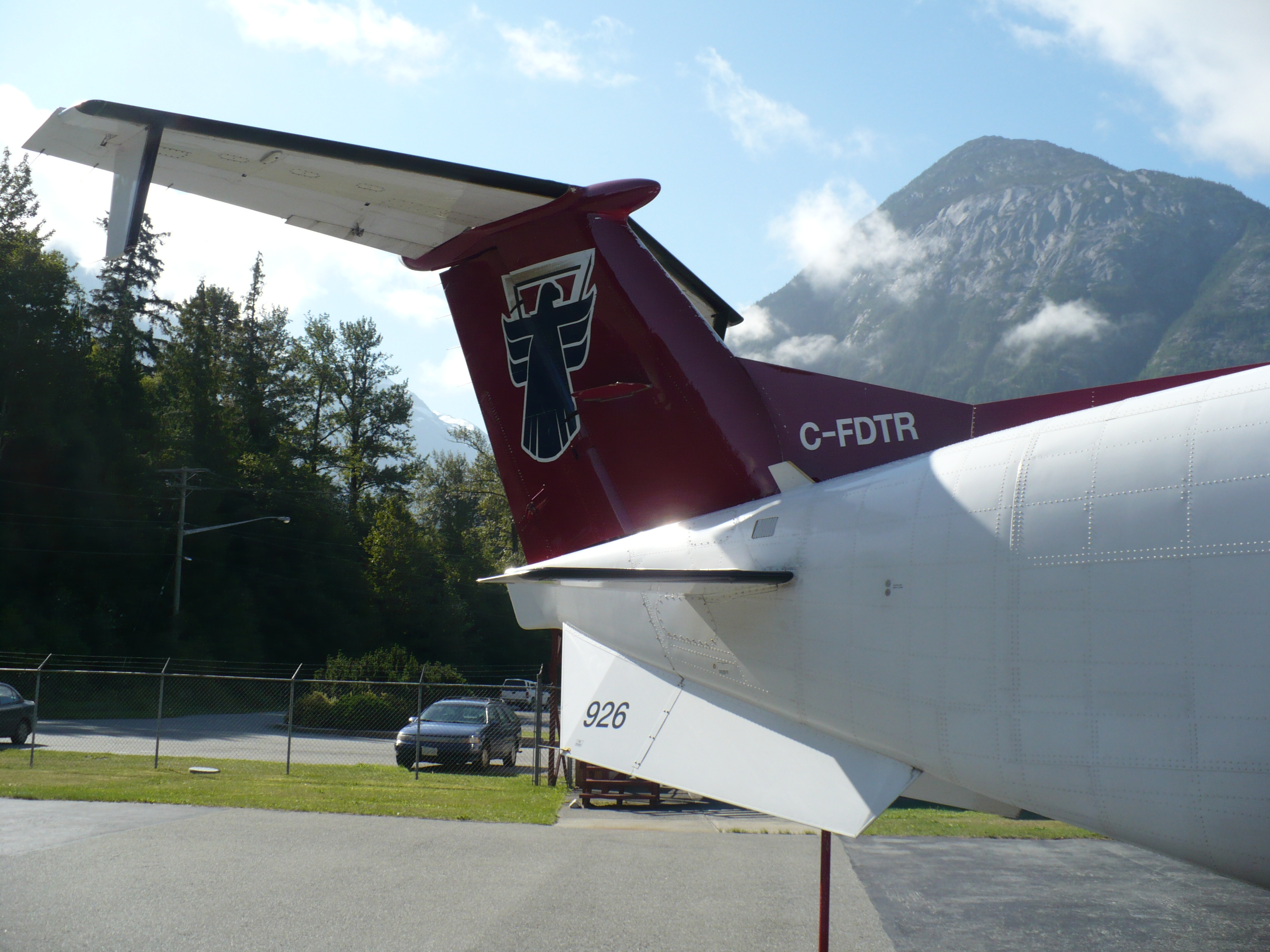
Логотип авиакомпании

Northern Thunderbird Air Inc., действующая под торговыми марками NT Air и Northern Thunderbird Air — чартерная авиакомпания Канады со штаб-квартирой в городе Принс-Джордж (Британская Колумбия).
Портом приписки авиакомпании является Аэропорт Принс-Джордж, её транзитными узлами (хабами) — Международный аэропорт Ванкувер и Аэропорт Смитерс.

## История
Авиакомпания NT Air была образована в 1971 году путём слияния двух независимых перевозчиков Британской Колумбии — Northern Mountain и Thunderbird.
Региональная авиакомпания Northern Mountain была основана в 1959 году в городе Форт-Сент-Джеймс и к моменту объединения являлась одним из крупнейших авиаперевозчиков Британской Колумбии. К 1971 году компания эксплуатировала смешанный воздушный флот из вертолётов и самолётов Cessna, de Havilland Beavers, Beechraft Model 18, Grumman Goose, обеспечивая пассажирские и грузовые перевозки в значительной части севера страны, включая районы Британской Колумбии, Альберты, Юкона и Северо-Западных территорий. После слияния с Thunderbird подразделение Northern Mountain сосредоточилось на вертолётных перевозках и поддерживало данную специализацию вплоть до 2000 года.
История авиакомпании Thunderbird восходит к началу 1960-х годов с получением контракта от Pacific Western Airlines на выполнение пассажирских перевозок местного значения из города Принс-Джордж. Thunderbird использовала собственную базу в аэропорту Тейбор-Лейк, откуда выполняла полёты на самолётах Cessna, Beaver и Otter в новый город Макензи, по близлежащим населённым пунктам и временным туристическим стоянкам водохранилища Уиллистон. Воздушный флот авиакомпании был оборудован сменными колёсными шасси, поплавками для посадок на воду и лыжами для посадок на снег. В начале 1970-х годов контракт между Thunderbird и Pacific Western Airlines расширился за счёт предоставления прав на выполнение авиарейсов в небольшие населённые пункты провинции Британская Колумбия, PWA при этом преследовала главную цель наполнения собственных региональных рейсов на реактивных лайнерах из аэропортов городов Принс-Джордж, Камлупс и Келоуна. Именно данное дополнение в партнёрском соглашении послужило причиной поиска ангаров самолётов для стоянки в аэропорту Принс-Джордж, переговоры по которым и привели в 1971 году к образованию объединённой авиакомпании Northern Thunderbird Air.
В современном периоде авиакомпания NT Air эксплуатирует десять воздушных судов и 3 базы по ремонту и техническому обслуживанию собственных самолётов. По состоянию на февраль 2010 года в компании работало 50 сотрудников.

## Основные пункты назначения
- Британская Колумбия
  - Принс-Джордж
  - Маккензи
  - Оспика
  - Тсай-Кех
  - Форт-Уэйр
  - Смитерс
  - Деазе-Лейк
  - Ванкувер

- Альберта
  - Калгари
  - Эдмонтон

## Флот
По состоянию на март 2010 года воздушный флот авиакомпании Northern Thunderbird Air составляли следующие самолёты:
- 3 Beechcraft 1900C
- 2 Beechcraft 1900D
- 2 Beechcraft King Air 100
- 1 Beechcraft King Air 350
- 1 Cessna 208B Grand Caravan
- 1 De Havilland Twin Otter